# Tombo Kanoty
Kanoty Keba Tombo (Anjouan, 22 de julio de 1992) es un futbolista comorense que juega en la demarcación de centrocampista para el Ngazi Sport de la Primera División de las Comoras.

## Selección nacional
Hizo su debut con la selección de fútbol de Comoras el 13 de agosto de 2017 en un encuentro de clasificación para el Campeonato Africano de Naciones de 2018 contra Namibia, que finalizó con un resultado de 2-1 a favor del combinado comorense tras los goles de Mohamed Narcisse Youssouf y de Chadhouli Mradabi para Comoras, y de Hendrik Somaeb para Namibia.

## Clubes
| Club        | País    | Año    | Partidos | Goles |
| ----------- | ------- | ------ | -------- | ----- |
| Ngazi Sport | Comoras | 2017 - |          |       |